# Ephemerum aequinoctiale
Ephemerum aequinoctiale är en bladmossart som beskrevs av Spruce in Mitten 1869. Ephemerum aequinoctiale ingår i släktet dagmossor, och familjen Ephemeraceae. Inga underarter finns listade i Catalogue of Life.